# Bouficha (délégation)
Bouficha est une délégation tunisienne dépendant du gouvernorat de Sousse.
En 2004, elle compte 23 581 habitants dont 11 714 hommes et 11 867 femmes répartis dans 4 955 ménages et 5 241 logements.